# إلهام حسين
إلهام حسين (17 مارس 1910 - 15 يونيو 2003)، ممثلة مصرية. عملت بالعديد من الأعمال السينمائية، اتجهت إلى الإنتاج ولكن قررت الأعتزال بعد ذلك وكان آخر أعمالها فيلم غني حرب. أتجهت إلى التجارة والأعمال الحرة وقد خسرت أموالها في حريق القاهرة.

## حياتها الأسرية
تزوجت في بدايتها بالتمثيل من الفنان أنور وجدي ثم أنفصلا. وفي عام 1949 التقت بشاب سعودي من جدة يدعى «لؤي سليمان ناظر» كان يدرس في القاهرة فنشبت بينهما قصة حب انتهت بالزواج، فانتقلت معه إلى جدة، وأنجبا ابنتين «هبة» و«منة الله».

## أعمالها

### في السينما
- 1940: يوم سعيد.
- 1943: حب من السماء ... بدور عليه.
- 1944: رصاصة في القلب ... بدور طماطم.
- 1945: الجنس اللطيف.
- 1946: شهرزاد ... بدور شهرزاد.
- 1947: غني حرب ... بدور قشطة.

## روابط خارجية
- إلهام حسين على موقع IMDb (الإنجليزية)
- إلهام حسين على موقع الدهليز
- إلهام حسين على موقع قاعدة بيانات الأفلام العربية